# No debes jugar
No debes jugar è un singolo della cantante statunitense Selena, pubblicato nel 1993 ed estratto dall'album Selena Live!.

## Il brano
Il brano è stato scritto da Ricky Vela e A.B. Quintanilla III e prodotto da quest'ultimo con l'argentino Bebu Silvetti. 

## Tracce
- CD

1. No debes jugar — 3:49

## Formazione
- Selena – voce
- Ricky Vela – tastiera
- Joe Ojeda – tastiera
- Chris Pérez – chitarra